# Barbara Janiszewska
Barbara Janiszewska   (Poznań, 4 de desembre de 1936 - Cracòvia, 20 de novembre de 2000) fou una atleta polonesa, especialista en curses de velocitat, que va competir durant les dècades de 1950 i 1960.
Durant la seva carrera esportiva va prendre part en tres edicions dels Jocs Olímpics d'Estiu. El 1956, als Jocs de Melbourne, va disputar tres proves del programa d'atletisme. En totes quedà eliminada en sèries. Quatre anys més tard, als Jocs de Roma, disputà dues proves del programa d'atletisme. Guanyà la medalla de bronze en els 4x100 metres relleus, formant equip amb Teresa Wieczorek, Celina Jesionowska i Halina Richter, mentre en els 200 metres fou cinquena. La tercera i darrera participació en uns Jocs fou el 1964, a Tòquio, on tornà a disputar dues proves del programa d'atletisme. Fou sisena en els 200 metres, mentre en els 100 metres quedà eliminada en sèries.
En el seu palmarès també destaquen dues medalles d'or i dues de bronze al Campionat d'Europa d'atletisme de 1958 i 1962 i una medalla d'or a la Universíada de 1961. Guanyà disset campionats polonesos: quatre dels 100 metres (1953, 1954, 1957 i 1958), onze dels 200 metres (1953, 1954, 1955, 1956, 1957, 1958, 1959, 1960, 1961, 1962 i 1963) i dos dels 4x100 metres (1955 i 1963). Va aconseguir un total de 27 rècords nacionals.

## Millors marques
- 100 metres. 11.4" (1963)
- 200 metres. 23.6" (1960)[1][5]